# Шаламай Любов Павлівна
Любов Павлівна Шаламай (нар. 1956, Івча, Літинський р-н, Вінницька область) - українська майстриня художньої вишивки, Заслужений майстер народної творчості (2017). Лавреатка Літературно-мистецької премії імені Володимира Забаштанського (2022).

## Життєпис
Любов Шаламай народилася 1956 року в с. Івча Літинського району Вінницької області у багатодітній родині. З дитинства має інвалідність першої групи і володіє лише однією рукою. Працювала бухгалтеркою в рідному селі. Впродовж кількох років керувала гуртком художньої вишивки Вінницького міжрегіонального центру реабілітації інвалідів "Поділля", навчала молодь з інвалідністю мистецтву вишивання.

## Творчість
У творчому доробку Любові Шаламай унікальні вишиті портрети великих українців. Першим у колекції був портрет Лесі Українки. Більшість портретів чорно-білі, вишиті дрібним хрестиком, і здалеку їх майже неможливо відрізнити від фотографій. Створюючи їх, майстриня використовує до 35 відтінків чорного. Для вишивання кольорових портретів майстриня застосовує майже сто кольорів і відтінків. Так  для вишивання портрета Назарія Яремчука використано нитки 95 відтінків. У доробку Л. П. Шаламай портрети Михайла Стельмаха, Михайла Коцюбинського, Тараса Шевченка, Миколи Пирогова, Раїси Кириченко, Миколи Амосова, Миколи Лисенка, Данила Заболотного та інші видатні історичні постаті минулого і сучасності.
Перша виставка Л.П. Шаламай відбулася 7 липня 2009 року в академічній залі Вінницького обласного краєзнавчого музею. На ній презентовано 7 вишитих портретів видатних особистостей України: Володимира Великого, Богдана Хмельницького, Григорія Сковороди, Тараса Шевченка, Лесі Українки та Івана Франка.
Вишитий портрет Устима Кармалюка мисткиня подарувала Літинському краєзнавчому музею, який носить його ім'я. У Вінницькому літературно-меморіальному музеї М. Коцюбинського зберігається вишитий нею портрет українського письменника. У доробку вишивальниці вже понад 30 портретів великих українців, але вона не зупиняється у своїй творчості.
Персональні виставки мисткині проходили в містах Київ (2019), Вінниця (2019), Вінницький обласний краєзнавчий музей (2009).
33 портрети великих українців, вишиті Шаламай, прикрашають Вінницьку гімназію №24.

## Вишиті портрети галереї "Видатні особистості України"[5]
- Політичні діячі: Ярослав Мудрий, Іван Мазепа, Устим Кармалюк
- Філософ Григорій Сковорода
- Поети, письменники: Тарас Шевченко, Іван Франко, Леся Українка, Михайло Коцбюбинський, Михайло Стельмах, Степан Руданський, Володимир Забаштанський, Василь Симоненко, Василь Стус, Олександр Довженко.
- Композитори, співаки: Микола Лисенко, Микола Леонтович, Раїса Кириченко, Володимир Івасюк, Назарій Яремчук, Павло Муравський
- Лікарі: Микола Пирогов, Данило Заболотний, Микола Амосов.
- Політичні і державні діячі: В'ячеслав Чорновіл.
- Діячі науки і техніки: Сергій Корольов.
- Етнографи, культурологи: Катерина Грушевська.
- Актори, режисери: Іван Миколайчук, Богдан Ступка.

## Відзнаки, звання та нагороди
Лавреатка обласної літературно-мистецької премії імені Володимира Забаштанського ( 2022)